# Khosrovidukht
Khosrovidukht  (en armenio: Խոսրովիդուխտ, tdl. ‘hija de Khosrov’; fl. principios del siglo VIII) fue una himnógrafa y poeta armenia que vivió a principios del siglo VIII. Después de su contemporánea Sahakdukht, ligeramente anterior, es la primera mujer conocida de la literatura y la música armenias, y una de las primeras compositoras en la historia de la música. Hija del rey de Goghtn, Khosrov Goghtnatsi, tras el asesinato de su padre fue encarcelada en una fortaleza de Ani-Kamakh (Kemah) durante veinte años. Su hermano fue encarcelado y finalmente asesinado; el único trabajo sobreviviente de Khosrovidukht, el šarakan «Zarmanali e Ints» (‘Más sorprendente para mí’), se lo dedicó a él. Ocasionalmente se ha dudado de su autenticidad, y algunos eruditos lo atribuyen a Sahakdukht. La obra no entró en el repertorio general de la liturgia šarakan, pero finalmente fue aprobada por la Iglesia armenia para uso religioso.

## Vida
Se sabe muy poco sobre Khosrovidukht, también escrito como Xosroviduxt. Activa en el siglo VIII, se registra como miembro de la familia real. Su padre fue el rey Khosrov Goghtnatsi, que gobernó Goghtn, una provincia de Vaspurakan. Se desconoce su nombre de pila; el 'dukht'/'duxt' de Xosroviduxt/Khosrovidukht significa 'hija de'. Otros nombres incluyen Khosrovidukht Goghnatsi (Khosrovidukht de Goghtn), Khrosovidoukht Koghtnatsi, y Khosrovidoukht Koghnatsi.
En 708, Khosrov murió durante los conflictos en Nakhjavan. El hermano de Khosrovidukht, Vahan Goghtnatsi, fue secuestrado por árabes musulmanes y llevado a Siria, mientras que ella fue llevada a la fortaleza de Ani-Kamakh (Kemah). Permaneció allí aislada durante veinte años. Su hermano se convirtió al Islam, antes de obtener su libertad años más tarde y regresar a Armenia. Vahan luego se convirtió de nuevo al cristianismo y los mismos musulmanes, que consideraban su abjuración como un crimen, lo mataron. Su muerte fue en 731 o 737. La Antología de poesía armenia de 1978 informa que Khosrovidukht también murió en 737, aunque esto no está corroborado en otras fuentes.

## Obra
Los estudiosos no conocieron el trabajo de Khosrovidukht hasta el siglo XIX. Después de su descubrimiento, fue reconocida como la segunda (después de su contemporánea Sahakdukht) mujer compositora y poeta de Armenia. Existe una grabación moderna de la pieza, interpretada por Sharakan Early Music Ensemble.
La única obra atribuida a Khosrovidukht es «Zarmanali e Ints», un šarakan (o sharakan), o himno canónico. El título se traduce de diversas formas como ‘Más asombroso para mí’,‘Maravilloso para mí’, y ‘Es asombroso para mí’. La pieza ha sido descrita por el historiador Agop Jack Hacikyan como evidencia de «una gran habilidad literaria», y por el etnomusicólogo Şahan Arzruni como «florida». Al igual que el trabajo de Sahakdukht, la pieza de Khosrovidukht no se incluyó en la colección de šarakans oficiales; sin embargo, a pesar de su naturaleza secular, «Zarmanali e Ints» finalmente fue aprobado por la Iglesia armenia para su uso en los servicios. Fuentes posteriores registran que la obra está dedicada a su hermano, tras su muerte. Algunos eruditos, incluidos Ghevont Alishan, Malachia Ormanian y Grigor Hakobian, atribuyen el trabajo a Sahakdukht.